# Abd al-Aziz ibn Su’ud ibn Najif ibn Abd al-Aziz Al Su’ud

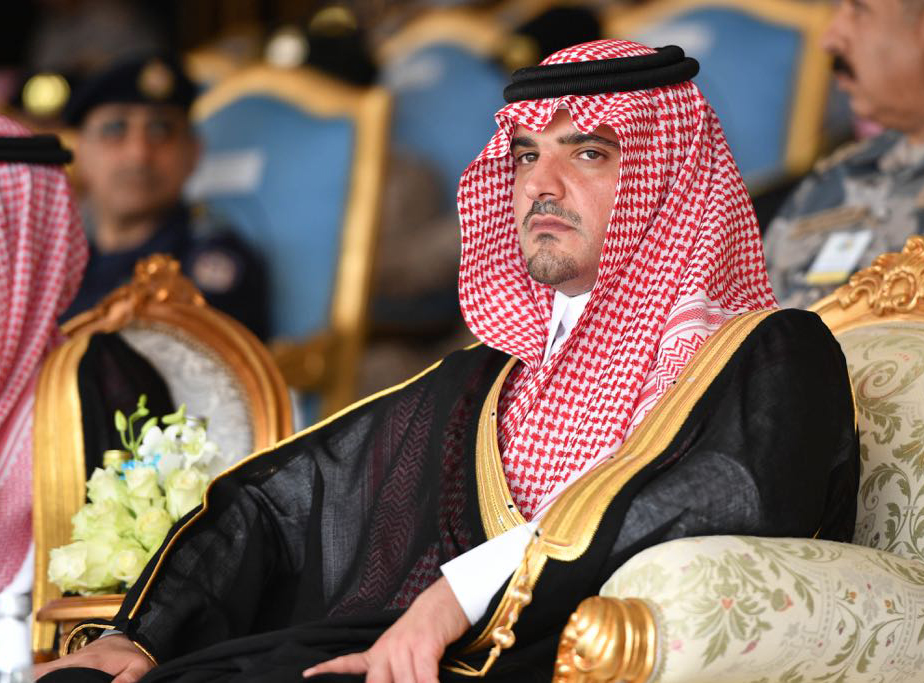
Abd al-Aziz ibn Su’ud ibn Najif ibn Abd al-Aziz Al Su’ud

Abd al-Aziz ibn Su’ud ibn Najif ibn Abd al-Aziz Al Su’ud (arab. ‏عبد العزيز بن سعود بن نايف آل سعود‎; ur. 4 listopada 1983) – książę saudyjski.
Jest najstarszym z czterech synów gubernatora Prowincji Wschodniej – Su’uda ibn Najifa, wnukiem następcy tronu Arabii Saudyjskiej (w latach 2011–2012) Najifa ibn Abd al-Aziz Al Su’uda i prawnukiem pierwszego króla tego kraju Abd al-Aziza ibn Su’uda. Matką księcia Abd al-Aziza jest jedna z dwóch żon Su’uda – Abir bint Fajsla ibn Turki.
Ukończył studia prawnicze na Uniwersytecie Króla Sauda. Od 21 czerwca 2017 pełni funkcję ministra spraw wewnętrznych Arabii Saudyjskiej.
Ożenił się z księżniczką Mudhi bint Ahmad bin Abd al-Aziz Al Su'ud. Ma czterech synów:
- księcia Najifa
- księcia Ahmada
- księcia Su’uda
- księcia Muhammada